# Erdbeben in der Schweiz 1946
Das Erdbeben in der Schweiz 1946 war ein katastrophales Naturereignis, das sich am 25. Januar 1946 in der Schweiz zutrug. Es war das stärkste Erdbeben in der Schweiz während des 20. Jahrhunderts.

## Ereignisfolge
Nach einem vorausgehenden mittleren Erdbeben im Herbst 1945 ereignete sich am 25. Januar 1946 um 18.32 Uhr im Gebiet der Berner Alpen ein schweres Erdbeben mit dem Epizentrum in mehreren tausend Metern Tiefe unter der Region Wildhorn-Rawilpass an der Grenze zwischen den Kantonen Wallis und Bern. Die Erschütterung erreichte eine Intensität von 6,1 auf der Richterskala. Im Verlauf des Jahres 1946 stellten die nationalen Messstationen sowie eigens im mittleren Wallis aufgestellte mobile Seismographen allein bis im September noch mehr als fünfhundert Nachbeben fest, wovon das Ereignis vom 30. Mai 1946 wieder im Rawilgebiet fast so stark war wie das Hauptbeben im Januar des Jahres; weitere folgten sogar noch bis ins Jahr 1950.
Der Erdstoss war besonders stark im Rhonetal im mittleren Wallis zu verspüren; er war von einem tiefen Grollen aus dem Boden begleitet, berichten Medien. Die Region von Siders bis Sitten ist wegen Bewegungen im kristallinen Untergrund des Aarmassivs allgemein als stark erdbebengefährdet bekannt.

## Folgen
Im Wallis kamen beim Ereignis drei Personen ums Leben und mehrere wurden verletzt. In Sitten, Siders und andern Gemeinden erlitten gemäss einer Erhebung der Kantonsverwaltung 3485 Gebäude unterschiedlich schwere Schäden. Das Postgebäude, das Kapuzinerkloster und der Regierungspalast in Sitten wurden stark getroffen. Das Dach der um 1920 gebauten neuen Kirche Sankt-Urban von Chippis stürzte teilweise ein und die Glockentürme und Gewölbe mehrerer Kirchen verloren ihre Stabilität; die steinerne Spitze des Kirchturms von Chalais wurde stark beschädigt. Die Kirche Notre-Dame-des-Douleurs in Plan-Conthey bei Sitten war nach dem Erdbeben so stark beschädigt, dass sie danach neu gebaut werden musste; die neue Kirche mit dem Patrozinium des Heiligen Theobald wurde im Jahr 1957 eingeweiht.
In Siders und Sitten fiel die Stromversorgung zeitweise aus. Am Diableretsmassiv wurden nach dem Erdbeben zahlreiche Lawinenabgänge beobachtet. Im Alpgebiet oberhalb von Ayent fielen mehrere Chalets und Scheunen um und im angrenzenden Tal der Lienne südlich des Rawilpasses kam es zu mehreren Erdrutschen und in diesem Gebiet und andern Tälern des Wallis zu Steinschlägen.

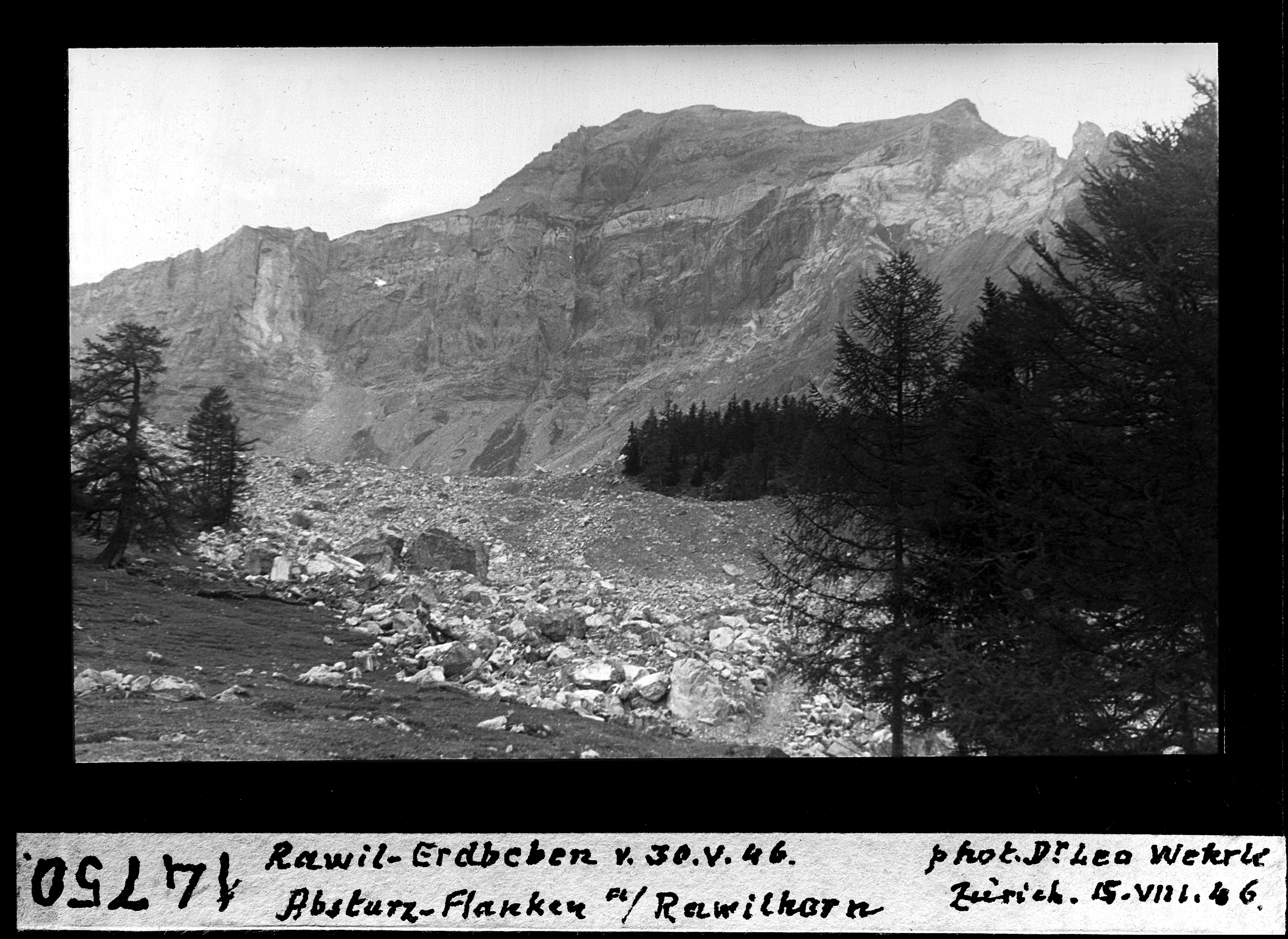
Bergsturz am Rawilhorn

Beim Nachbeben am 30. Mai 1946 fiel vom Ostgrat des Rawilhorns (französisch Six des Eaux froides) eine wohl schon im Januar des gleichen Jahres destabilisierte Felsmasse von etwa fünf Millionen Kubikmetern in einem grossen Bergsturz teils gegen Norden auf die Rawilalp und mehrheitlich gegen Süden auf das Gebiet der Alp Sérin, wo sie den etwa zwei Hektar grossen Bergsee Lac de Luchet, der auf den älteren Landeskarten der Schweiz noch eingetragen ist, und die Wasserfassung einer Suone zudeckte. Lockeres Geröll fiel auch auf die Wasserleitungen Bisse d’Ayent und Bisse de Sion und blockierte den Weg zum Rawilpass.
Auch im Voralpengebiet des Kantons Waadt kam es zu einigen Schäden. Die Spitze des Kirchturms in Aigle stürzte zu Boden. Aus Château-d’Oex wurde berichtet, dass alle Bilder einer Kunstausstellung nach dem Erdstoss zu Boden gefallen seien. Bei Villeneuve rutschte ein Stück der Uferpromenade in den Genfersee, wo man daraufhin feststellte, dass der Seegrund wegen des Abgleitens von Sedimenten stellenweise um mehrere Meter tiefer lag als vor dem Erdbeben.
Das Erdbeben vom 25. Januar 1946 war auch in andern Kantonen der Schweiz und in den Nachbarländern zu spüren. In Frankreich kam bei Aix-les-Bains eine Person bei einem direkt mit diesem Ereignis zusammenhängenden Unfall ums Leben; bis nach Lyon verursachte der Erdstoss Sachschäden.
Im Jahr 2006 zeigte das Forschungsinstitut Centre de recherche sur l'environnement alpin an der Walliser Messe Foire du Valais eine Ausstellung zum Erdbeben von 1946. 2018 war eine Ausstellung in Sitten diesem Ereignis und der Erdbebengefahr im Wallis allgemein gewidmet.